# BMT Astoria Line
A Linha de Astoria (BMT), em inglês:  BMT Astoria Line é uma das linhas de trânsito rápido do metrô de Nova Iorque.  Foi inaugurada em 21 de abril de 1917 (107 anos). Esta linha é uma secção da rede ferroviária que é operada pelo BMT (em inglês:  Brooklyn–Manhattan Transit Corporation), que é uma subdivisão da Divisão B do Metrô de Nova Iorque.